# Rafe Spall
Rafe Joseph Spall (Londres, 10 de março de 1983) é um ator inglês, mais conhecido por seus papéis em filmes como Dou-lhes Um Ano, A Vida de Pi ou Prometheus.Trabalhou no filme The Ritual como Luke em 2017.